# HR 857
HD 17925 (také označována jako HR 857, EP Eridani či 32 G. Eridani) je proměnná hvězda v rovníkovém souhvězdí Eridanu. Má žluto-oranžový odstín a je slabě viditelná pouhým okem za dobrých podmínek, s hvězdnou velikostí kolísající mezi 6,03 a 6,08. Nachází se ve vzdálenosti asi 34 světelných let od Slunce na základě měření vzdálenosti paralaxou a vzdaluje se od něj rychlostí okolo +18 km/s. Pravděpodobně je členkou Místní asociace blízkých, společně se pohybujících hvězd. Její spektrum vykazuje silné zastoupení lithia, což naznačuje, že je mladá. To může znamenat, že pochází z nedalekého komplexu Štír–Kentaur.
Její spektrální třída je K1V, což znamená, že se jedná o oranžového trpaslíka hlavní posloupnosti, který spaluje vodík ve svém jádru. HD 17925 je aktivní hvězda klasifikovaná jako RS CVn. Jeví rotační modulaci s periodou asi 6,9 dne a byly u ní pozorovány erupce. Stáří hvězdy je asi 100 milionů let a její projekční rotační rychlost je přibližně 4,8 km/s. Rotační perioda (6,6 dne) byla určena na základě její aktivity. Hmotnost hvězdy činí asi 88 % hmotnosti Slunce a její poloměr je asi 85 % slunečního. Vyzařuje asi 41 % sluneční svítivosti a její fotosféra má teplotu kolem 5225 K.
Variace šířek absorpčních čar ve spektru naznačují možnou přítomnost neviditelného průvodce. Menší změny v radiální rychlosti by mohly znamenat, že se jedná o spektroskopickou dvojhvězdu. Tato hypotéza však není podpořena daty ze satelitu Hipparcos. U hvězdy byl zjištěn infračervený exces, pravděpodobně způsobený cirkumstelárním diskem o poloměru asi 17,9 AU a teplotě prachu kolem 52 K.